# Isocarliella
Isocarliella is een geslacht van rechtvleugeligen uit de familie sabelsprinkhanen (Tettigoniidae). De wetenschappelijke naam van dit geslacht is voor het eerst geldig gepubliceerd in 1940 door Mello-Leitão.

## Soorten
Het geslacht Isocarliella  is monotypisch en omvat slechts de volgende soort:
- Isocarliella musica (Mello-Leitão, 1940)